# AT&T Wireless
A AT&T Wireless Corporation era, antes de 26 de outubro de 2004, a terceira maior operadora de celular dos Estados Unidos, baseada em Redmond, Washington, e era negociada na Bolsa de Valores de Nova Iorque sob o símbolo AWE. Antigamente parte da AT&T Corp., em 1.º de janeiro de 2004 a maior dona de ações da empresa era a NTT DoCoMo do Japão. 
Sua rede é mistura dos sistemas AMPS, TDMA e GSM/GPRS/EDGE, e atualmente está testando a tecnologia UMTS em seus mercados-teste.
Em 13 de fevereiro de 2004, a AT&T Wireless aceitou ofertas pela aquisição da empresa, com a empresa européia Vodafone e a competidora norte-americana Cingular com as duas maiores ofertas. A Cingular acabou dando a melhor oferta em 17 de fevereiro concordando em pagar mais de US$ 41 bilhões pela compra da AT&T Wireless. A venda foi aprovada pelo governo dos EUA e foi finalizada no dia 26 de outubro, criando a maior operadora de telefone celular dos Estados Unidos. Está nos planos da Cingular a retirada da marca AT&T Wireless dentro de seis meses após a compra da empresa, mas ela pode ser trazida de volta como outra operadora de celular pela AT&T Corporation, o que é improvável com a fusão da AT&T e da SBC Communications. A AT&T Wireless era antigamente uma subsidiária da AT&T Corportation e antes disso era conhecida pelo nome McCaw Cellular.